# Teatro Carcano
Il Teatro Carcano è un teatro storico di Milano: inaugurato nel 1803, è ancora oggi una delle più grandi sale della città, e ospita spettacoli di prosa, danza e musica.

## Storia
Nel 1801, nel clima di grande rinnovamento urbano determinato dalla conquista napoleonica, Giuseppe Carcano decise l'edificazione di un nuovo, grande teatro (da 1200 a 1500 posti) lungo l'allora prestigioso corso di Porta Romana, costellato di nuove residenze nobiliari e ristrutturato, negli ultimi anni del XVIII secolo, dal Piermarini, che lo aveva sistemato a selciato, dotandolo di marciapiedi in granito.
Come consueto in quel decennio, venne utilizzata l'area dell'ex convento di San Lazzaro, un'Istituzione religiosa soppressa.  Il disegno venne commissionato a Luigi Canonica, allora giovane Architetto di Stato della Repubblica Cisalpina (poi della Repubblica italica e infine del Regno italico), che aveva assunto tale carica nell'agosto 1797 al posto del Piermarini. Canonica, coadiuvato dal giovane ingegnere Giuseppe Cusi, prese a modelli la Scala e il Teatro della Cannobiana, disegnando una sala con quattro ordini di palchi, una volta con un medaglione centrale, decorata dappertutto con stucchi e dorature spiccatamente neoclassiche. Il nuovo teatro venne inaugurato il 3 settembre 1803 con l'opera Zaira di Vincenzo Federici con Giacomo David.

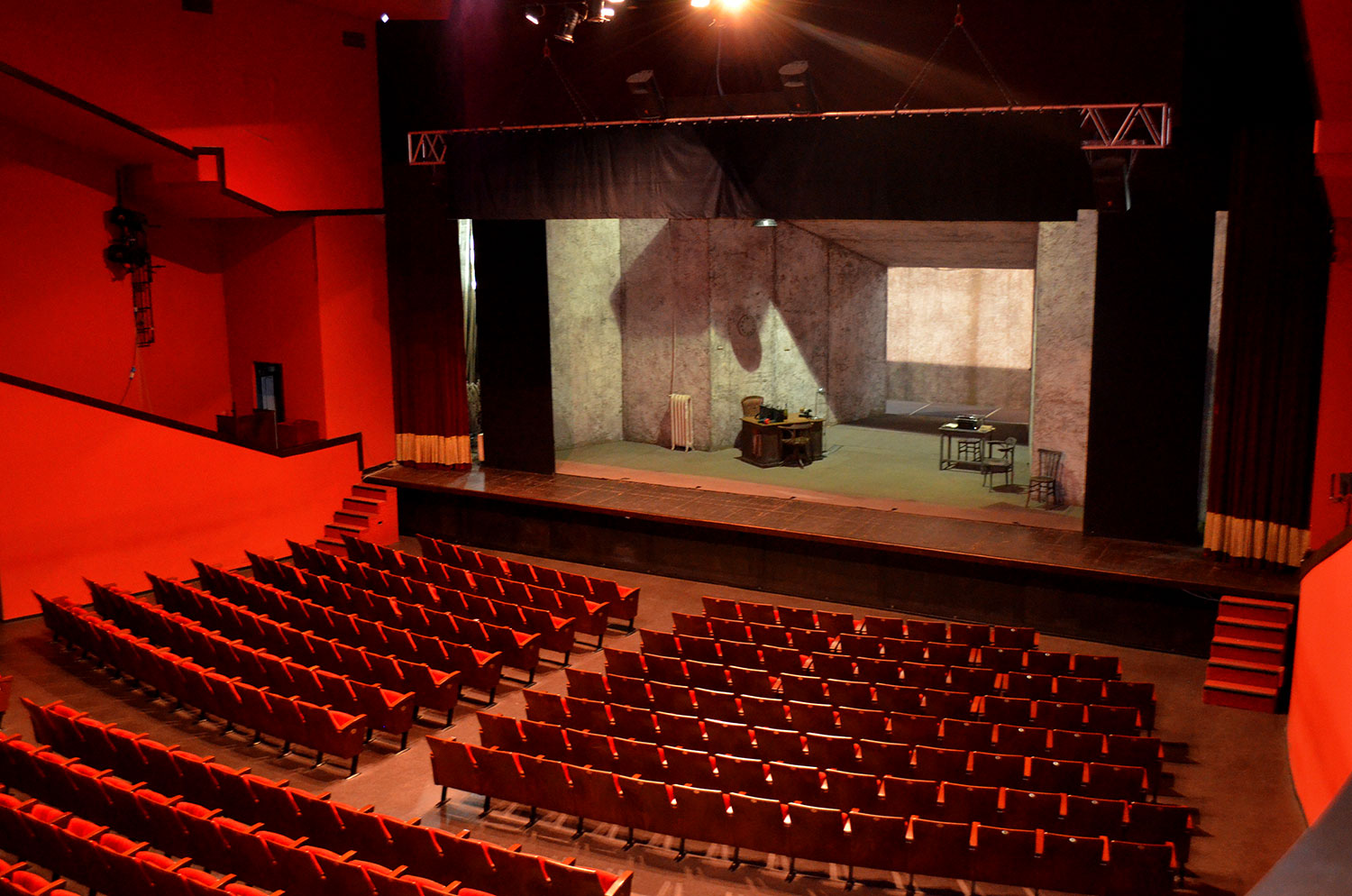
Il palcoscenico del teatro Carcano.

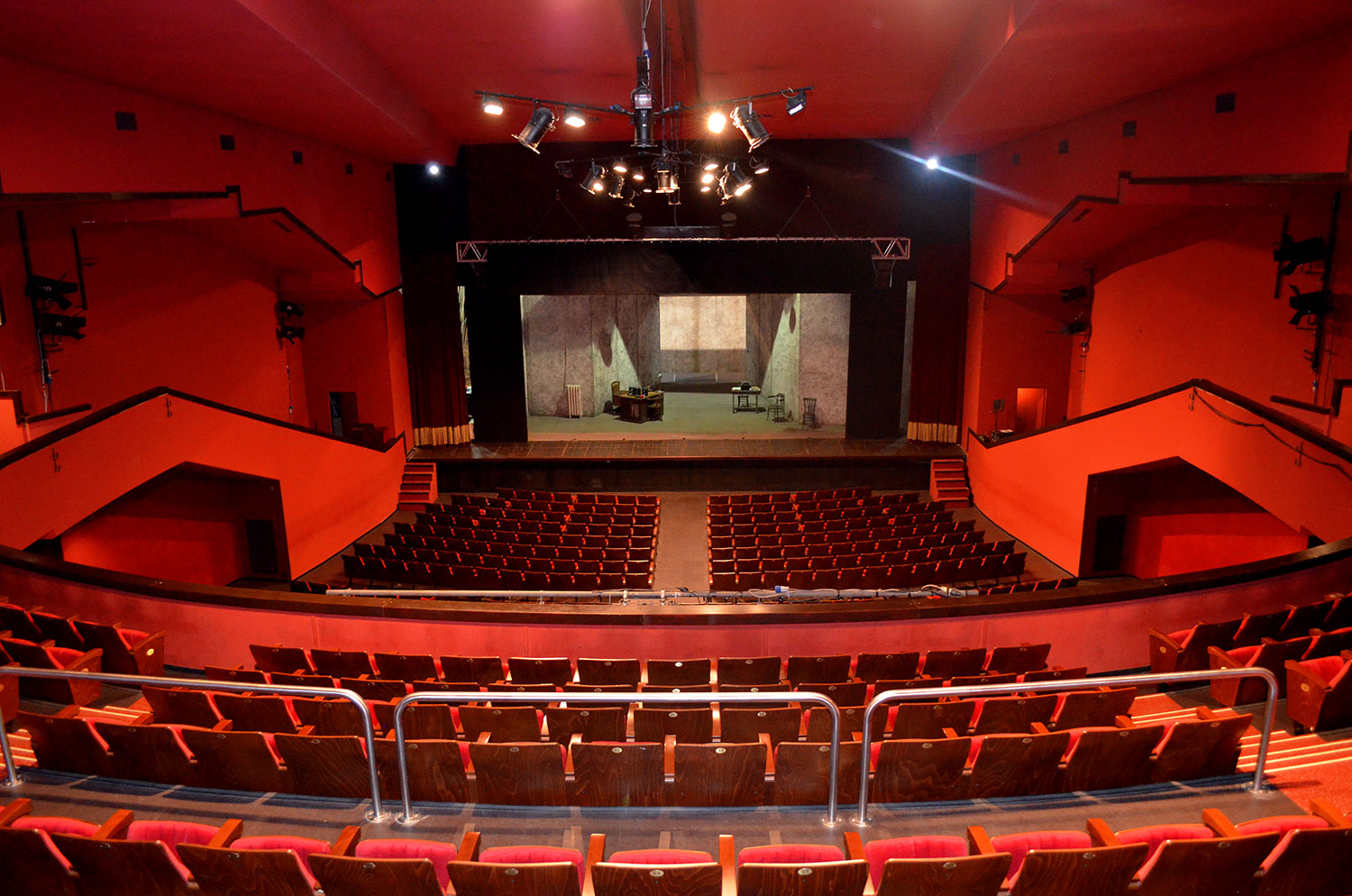
Il palcoscenico del Teatro Carcano dalla balconata.

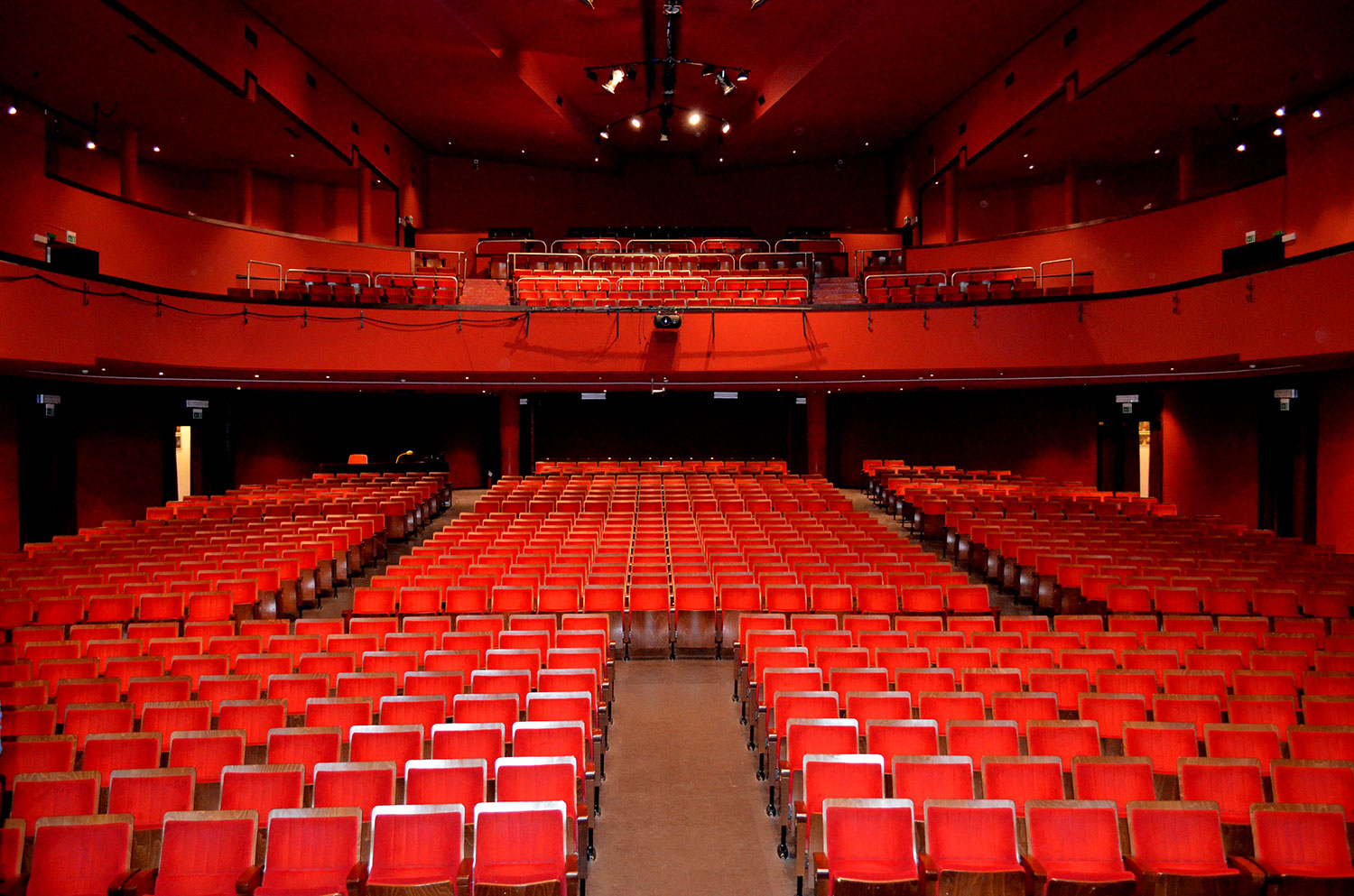
La sala del Teatro Carcano.

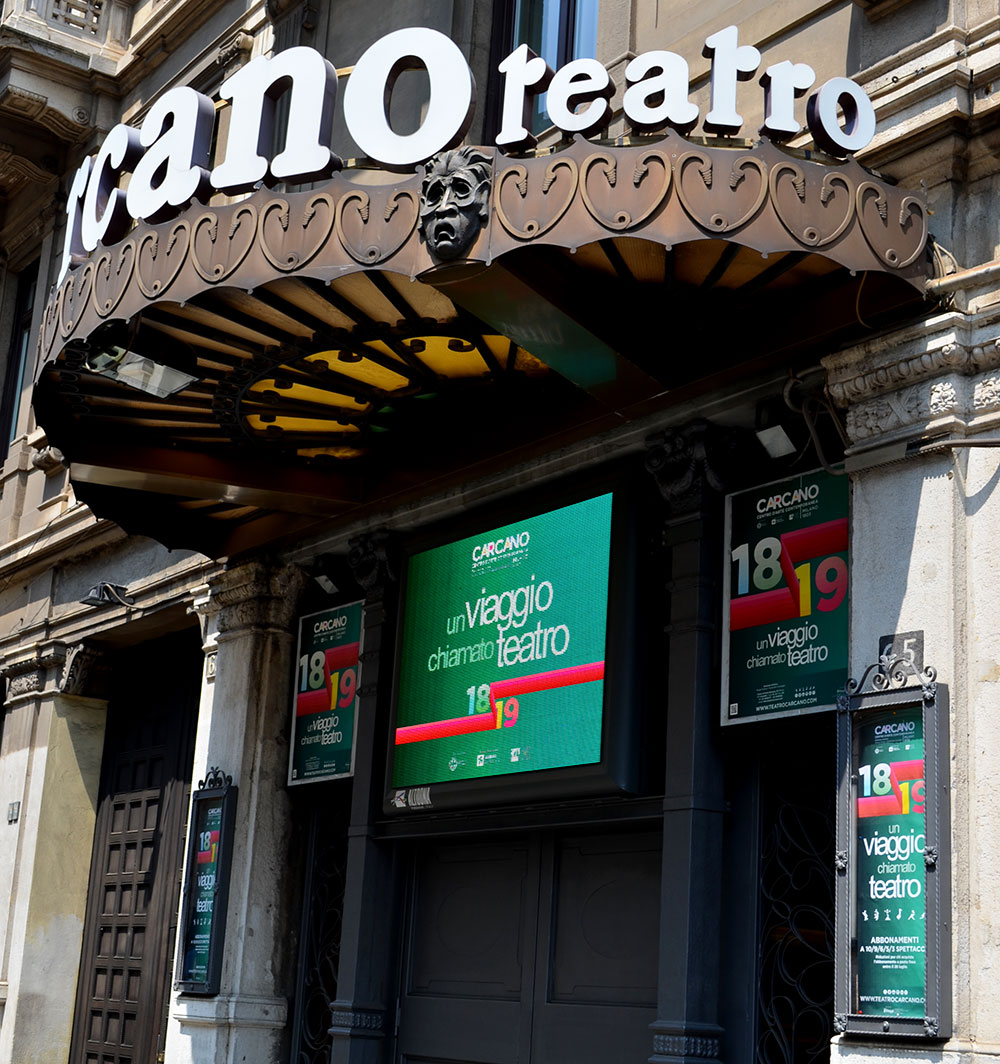
L'ingresso del Teatro Carcano.

Oggi, nulla resta della sala e della facciata originale, rifatta intorno al 1913 dall'architetto Moretti secondo forme eclettiche e stile floreale ed in seguito coperta da un fabbricato frontale.
Il 15 ottobre 1813 vi si esibisce Niccolò Paganini, in una serata memorabile nel corso della quale venne proclamato “primo violinista del mondo”.
Il 26 dicembre 1830 avviene la prima assoluta di Anna Bolena di Gaetano Donizetti con Giuditta Pasta, Filippo Galli e Giovanni Battista Rubini.
Il 6 marzo 1831, va in scena la prima assoluta di La sonnambula composta da Bellini, a Milano, in due mesi, con Giuditta Pasta e Giovanni Battista Rubini.
Dopo Beatrice di Tenda, altra primizia belliniana, Maria Malibran lega il suo nome (siamo nel 1833) a celebri edizioni di Norma e de La sonnambula.
Il Carcano vide le barricate delle Cinque Giornate erette proprio davanti al suo ingresso. Fiero del suo blasone patriottico, fu il primo teatro a riprendere le rappresentazioni, la sera del 30 marzo 1848, con la Compagnia Nazionale Lombarda diretta da Giuseppe Moncalvo; lo spettacolo si concludeva con un grazioso dialogo tra Metternich e Radetzky con Meneghino locandiere.
Alla lirica, nuovamente in gran voga dopo il 1850, si alternarono la prosa, gli spettacoli da circo e i concerti bandistici: proprio al Carcano il maestro Rossari diresse La bella Gigogin, la travolgente marcia popolare che ebbe una rapidissima diffusione durata sino ai nostri giorni.
Gustavo Modena, Ernesto Rossi, Adelaide Ristori, Edoardo Ferravilla, Eleonora Duse, Italia Vitaliani: questi sono soltanto alcuni dei nomi che diedero lustro al Carcano per la prosa. Ermete Novelli lo scelse per il suo addio alle scene “ma non alla gloria”, come ricorda la lapide che indica anche la data di quel congedo: 20 febbraio 1915.
Fra gli autori, e particolarmente per la prima di El nost Milan avvenuta la sera del 6 febbraio 1893, va ricordato Carlo Bertolazzi.
È al Carcano che avviene il debutto, nel dicembre del 1901, dei quattro atti I vincitori (La guèra) di Pompeo Bettini e Ettore Albini, a cura della Compagnia Stabile Milanese. Il dramma riapparirà a Milano nel 1957, al Piccolo Teatro, per la regia di Virginio Puecher.
Un alternarsi di diversi impresari, sul finire dell’Ottocento, contribuì certamente alla prima morte del teatro, ufficialmente sentenziata l’8 maggio 1904 con una disposizione della commissione di vigilanza sui teatri. Passano poco meno di dieci anni e il Carcano risorge, soprattutto per la passione di Luigi Gianoli, su progetto dell’architetto Nazzareno Moretti. Vengono demoliti alcuni stabili li attorno per dare più spazio e respiro al teatro. La nuova facciata rientrante, a emiciclo, e l’ampio porticato con un’aiuola antistante, riflettono i nuovi orientamenti del gusto con contaminazioni neoclassiche e influenze dello stile floreale. Si riapre con un veglione sotto gli auspici dell’Associazione Lombarda dei Giornalisti, la sera dal 29 maggio 1913.
Nel 1914 ritroviamo Edoardo Ferravilla con Dina Galli e Amerigo Guasti interpreti di Una famiglia ferruginosa. In sala è presente alla prima, in incognito, Eleonora Duse.
Tra le due guerre nella vita del Carcano si nota una certa routine nel repertorio. La facciata è ora nascosta da un fabbricato frontale; le origini nobiliari sono lontane. Porta Romana diviene una zona di ceto medio, vicina alle più popolari Porta Genova e Porta Vigentina; anni dopo offrirà spunto per un folklore tutto ambrosiano che arriverà sino a Enzo Jannacci, che citerà il Carcano nella fortunata Veronica (…al Carcano, in pé...).
Dopo la chiusura nel 1946, il Carcano, adattato ora a cinema, riapre nel 1948. Negli anni Cinquanta Tino Scotti vi presenta II mago di Milano e Sandra Mondaini  muove qui i suoi primi passi teatrali. Bisogna arrivare al 1965 per veder riapparire la prosa sul suo palcoscenico. Il 2 marzo di quell’anno il Piccolo Teatro compie uno dei primi esperimenti di decentramento teatrale con Sul caso Oppenheimer di Heinar Kipphardt.
Dal settembre 1969 un sostanziale ammodernamento consente una ripresa più vivace dell’attività del teatro, che adesso si presenta col nome di Arcadia. Si assiste in prevalenza a riprese di spettacoli brillanti e commedie musicali con Gianni Magni, Domenico Modugno, Walter Chiari, Walter Valdi, Claudio Villa, Tino Scotti, Piero Mazzarella.
Tornato a fregiarsi del suo nome, nei primi anni Ottanta il Carcano viene finalmente recuperato alla sua vocazione da un'iniziativa imprenditoriale di Roberto Rindi, impresario teatrale, già famoso per aver ridato l'antico lustro teatrale al teatro Nazionale (diventato negli anni un semplice cinema) e da allora, grazie a lui, il Carcano svolge un ruolo fondamentale nella vita culturale milanese e nazionale come teatro di produzione e ospitalità. Tra i grandi che hanno calcato il suo palcoscenico ricordiamo Salvo Randone, Giulio Bosetti, Anna Proclemer, Gabriele Lavia, Alberto Lionello, Piera Degli Esposti, Monica Guerritore, Marcello Mastroianni, Valeria Moriconi, Sergio Fantoni, Vittorio Gassman, Marina Bonfigli, Giorgio Albertazzi, Giuliana Lojodice, Nino Manfredi, Ottavia Piccolo, Aroldo Tieri, Gianrico Tedeschi, Marina Malfatti, Giorgio Gaber, Franca Rame, Lella Costa, Paolo Poli, Giuseppe Pambieri, Isa Danieli, Mariano Rigillo e il premio Nobel Dario Fo.
Tra le stelle della danza: Carla Fracci, Luciana Savignano, Louis Falco, David Parsons, Oriella Dorella, Raffaele Paganini, Cristina Hoyos, Daniel Ezralow, Michael Clark, Sabrina Brazzo.
Diretto da Giulio Bosetti dal 1997 al 2009 e successivamente da Marina Bonfigli, da settembre 2014 vede insediati come direttori artistici Sergio Fantoni e Fioravante Cozzaglio, assumendo la denominazione di Centro d'Arte Contemporanea Teatro Carcano. Alla morte di Fantoni, avvenuta nel 2020, Cozzaglio cede il suo ruolo l'anno successivo a Carlo Gavaudan.